# Stare Miasto (Stary Dzierzgoń)
Stare Miasto (deutsch Altstadt) ist ein Dorf in der Gemeinde Stary Dzierzgoń (Alt Christburg) im Powiat Sztum (Stuhm) in der Woiwodschaft Pommern im nördlichen Polen. Es liegt etwa 6 km nordwestlich von Stary Dzierzgoń, 22 km östlich von Sztum und 70 km südöstlich von Danzig.

## Geschichte des Dorfes Altstadt
Das Dorf Altstadt erhielt 1312 vom Komtur Günther von Arnstein aus Christburg die Handfeste.
Bis 1945 gehörte Altstadt zu Preußen bzw. zum Kreis Mohrungen, Ostpreußen, Deutschland. Das Dorf hatte 1080 Einwohner. 1945 kam es zur  Vertreibung der deutschen Bewohner.

## Stare Miasto
Heute hat das Dorf 290 Einwohner.

## Kirche St. Peter und Paul
Die Kirche wurde in der ersten Hälfte des 14. Jahrhunderts gebaut und 1682 renoviert. Ein Eckstein zeigt 1495 oder 1496 als Jahr. Die Holzdecke und Bänke sind im Barock gefasst.